# 交尾

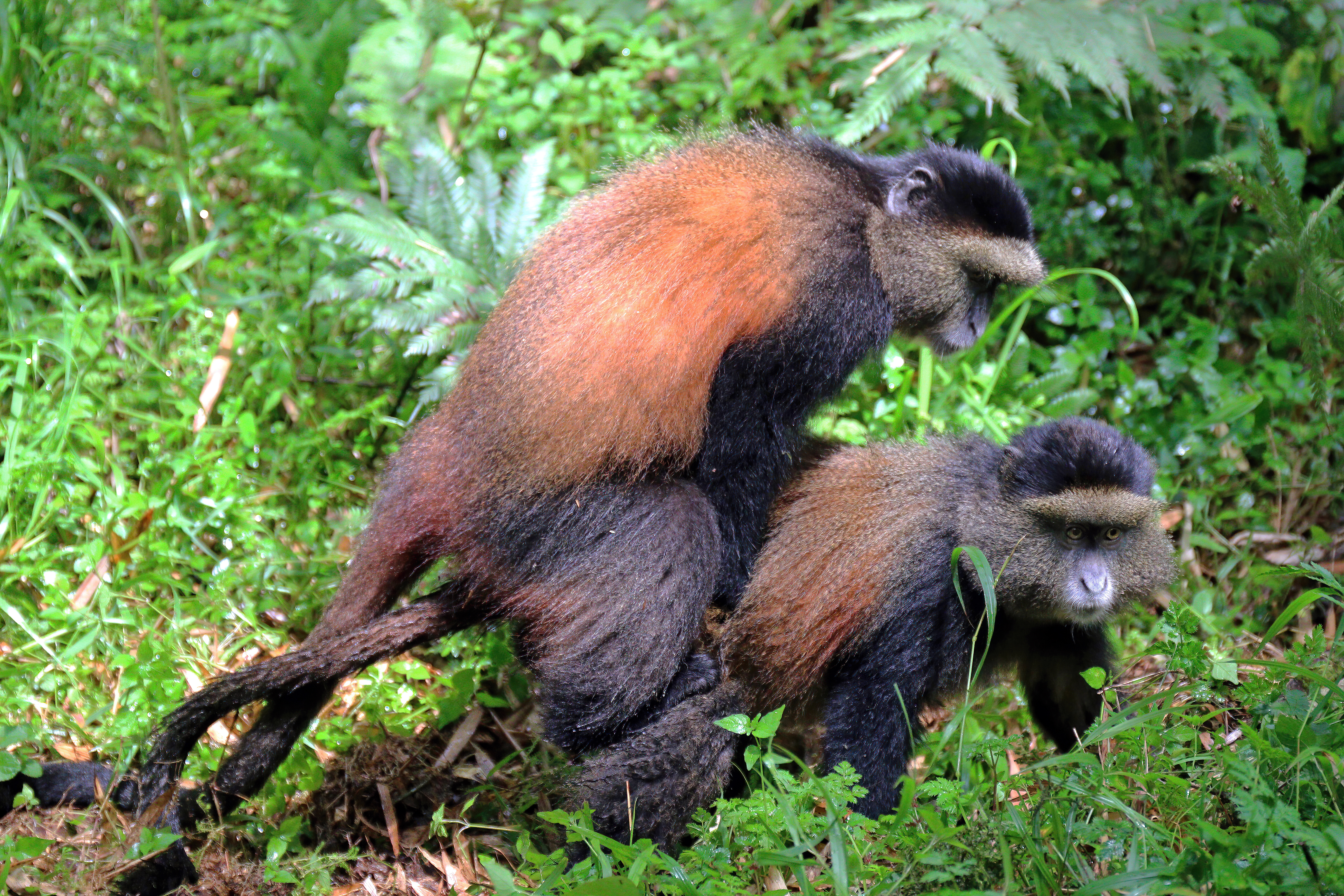
サルの交尾

交尾（、英: mating）、交接（）とは、体内受精をする動物の生殖行動において、異個体間で配偶子をやり取りするために互いの体の一部をつなぎ合わせる行為のこと。生殖器を直接つなぎ合わせる生殖行為を交尾といい、それ以外の方法によるものを交接という（例：イカの腕を使った交接）。現在、化石で確認されている最古の交尾用の生殖器（交尾器・ペニス）はザトウムシのもの。

## 概要
殆どの場合オスが自分の配偶子である精子(厳密には精子を含んだ精液)をメスの体内に送り込み、メスの体内で卵子と受精させる有性生殖を目的に行われるが、動物の種によってはタツノオトシゴのように逆の例（メスが卵をオスの体内に送り込む）もある。つなぎ合わせる部分は一般に、交尾器、交接器と呼ばれる特殊に分化した生殖器官で、配偶子を確実に送り込めるように、一方の交尾器が突起状、もう一方の交尾器がそれを受けるような窪みや筒状、穴状になっていることが多い。交尾器は体の後ろのほうにあることが多いので、交尾のときには体の後ろの部分を互いにくっつけ合っているように見えることから、「交尾」の名がある。哺乳類の大半は、後ろ足で立ち上がったオスがメスの尻に掴まる姿勢、もしくはうつ伏せのメスの体にオスが覆いかぶさる姿勢で、ペニスをメスの膣で動かす反復運動から射精に至って交尾の終了となる。なお、交尾開始からオスの射精までの時間は、生き物によってバラつきがある（→詳細は後述の”交尾にかかる時間”を参照）。
ヒトの場合には交尾という言葉を用いず、性交と呼ばれ、また性的興奮を伴うものはセックスと表現されることがほとんどである。多くの哺乳類と同様に、女性生殖器へ挿入した勃起状態の男性生殖器をピストン運動することで、膣内の圧迫と膣壁との摩擦で亀頭冠が刺激を受け、男性のオーガズムにより尿道外口から勢いよく膣内に精液が放出される。ヒトの性交には、体内受精の目的以外にも愛情の表現、性的快感を得る行為などの意味があるが、これは他の動物でも同様である。動物がオーガズムを感じているかは明らかではないが、いくつかの哺乳類ではオーガズムと見られる振る舞いが観察される。ネコ科の動物では交尾が刺激となって排卵する。マウスのように交尾の刺激によって妊娠が維持されたり、ボノボや一部のネズミのように交尾行動がつがいの絆を深めるように作用する例もある。このようにヒトでも他の動物でも交尾には複数の機能と直接的な動機があり、繁殖はその結果として起こる。多くの生物が子孫を遺す種の生存本能から交尾するのに対し、ヒト同士は繁殖目的以外でも性交を行なうため、男性が女性器から陰茎を抜いて射精する膣外射精といった、他の哺乳動物に見られない受精の回避行動も取る。また、最初から妊娠を目的とせず、女性器以外の開口部である肛門奥に陰茎を挿入し、オーガズムに達した男性が女性の直腸内で射精を迎える疑似性交もヒト特有の性行為である。
全ての動物の祖でもある水棲動物は、交尾を行わないことが多い。すなわち精子を体外に放出するのみで、あとは精子が自力で水中を泳ぎ、あるいは水流の助けで卵側までたどり着き受精する（体外受精）。しかし精子や卵子などの配偶子は、一般に乾燥には非常に弱く、また小型で（花粉や種子のように）空気中を移動する手段をもたない。そこで、配偶子を一方の体内に直接送り込む体内受精が発達したと考えられている。

## 交尾・交接行動と各生物群
生物群は大分して交尾行動を行うものと交接行動を行うものに分類できる。

### 交尾行動を行う主な生物群
交尾行動を行う主な生物群は下記の通り。
- 主に陸上生活をする脊椎動物
  - ヒトを含む哺乳類、鳥類、爬虫類では、オスの陰茎を通して、メスの体内に精子（精液）送り込む交尾が行われる。陰茎の挿入を受け入れるメスの器官は哺乳類（単孔類を除く）では膣であるが、単孔類、鳥類、爬虫類では総排出腔であり、ここが産卵管につながっている。
  - クジラなどの主に水中生活をする哺乳類も体内受精を行う。
  - カエルなどの両生類は、ここでいう交尾は行わない。しかし、オスがメスを抱きかかえ、メスが体外に排出した直後の卵に精子をかけるという、抱接（ほうせつ）と呼ばれる、体内受精に比較的近い体外受精を行う種もいる。
- サメなどの軟骨魚類のうち、胎生、卵胎生の種類
- 昆虫などの主に陸上生活をする無脊椎動物
  - オスが、精子の入った袋状のかたまり（精包）をメスの体内に送り込む交尾が多い。受精はその場では起こらず、メスは産卵時まで精子を保持し、産卵時に受精させる場合がある。
  - カタツムリやナメクジなどは雌雄同体で、二匹がお互いの雄の生殖器を相手の雌の生殖器に入れることになる。

### 交接行動を行う生物群
交接行動を行う主な生物群は下記の通り。
- タコやイカは腕の一部を生殖器として用いる
- ウミウシはナメクジと同じく雌雄同体でお互いの雌側生殖器もしくは体表に生殖器を差して精子を送り込む[2]。
- クモの仲間は糸を使って精子の入れ物を作りメスに渡す

### 特殊な例
- ビワアンコウやミツクリエナガチョウチンアンコウは雄が雌の個体を発見するとその体に噛み付いて酵素によって雌の体と血管レベルで一体化し、雌からの血液によって生きながらえる。その後ほとんどの臓器は退化して雌に吸収されたような状態になるが精囊は残り、生殖行為は一体化した状態で行われる。

### 交尾・交接にかかる時間や回数
一回の交尾・交接にかける時間は生物の種類によって異なる。
- チンパンジーやマーモセットの一部は一回にかかる平均時間が10秒にも満たないとされる。
- ガラガラヘビは一回に平均して22-23時間かけるとされる。
- オオカミは一回の挿入している時間が約20-30分またはそれ以上になり、1日あたり1～数回の交尾を行う。
- ライオンは一回の挿入している時間が約10-20秒で、1日あたり約20-40回の交尾を行うことが知られている。

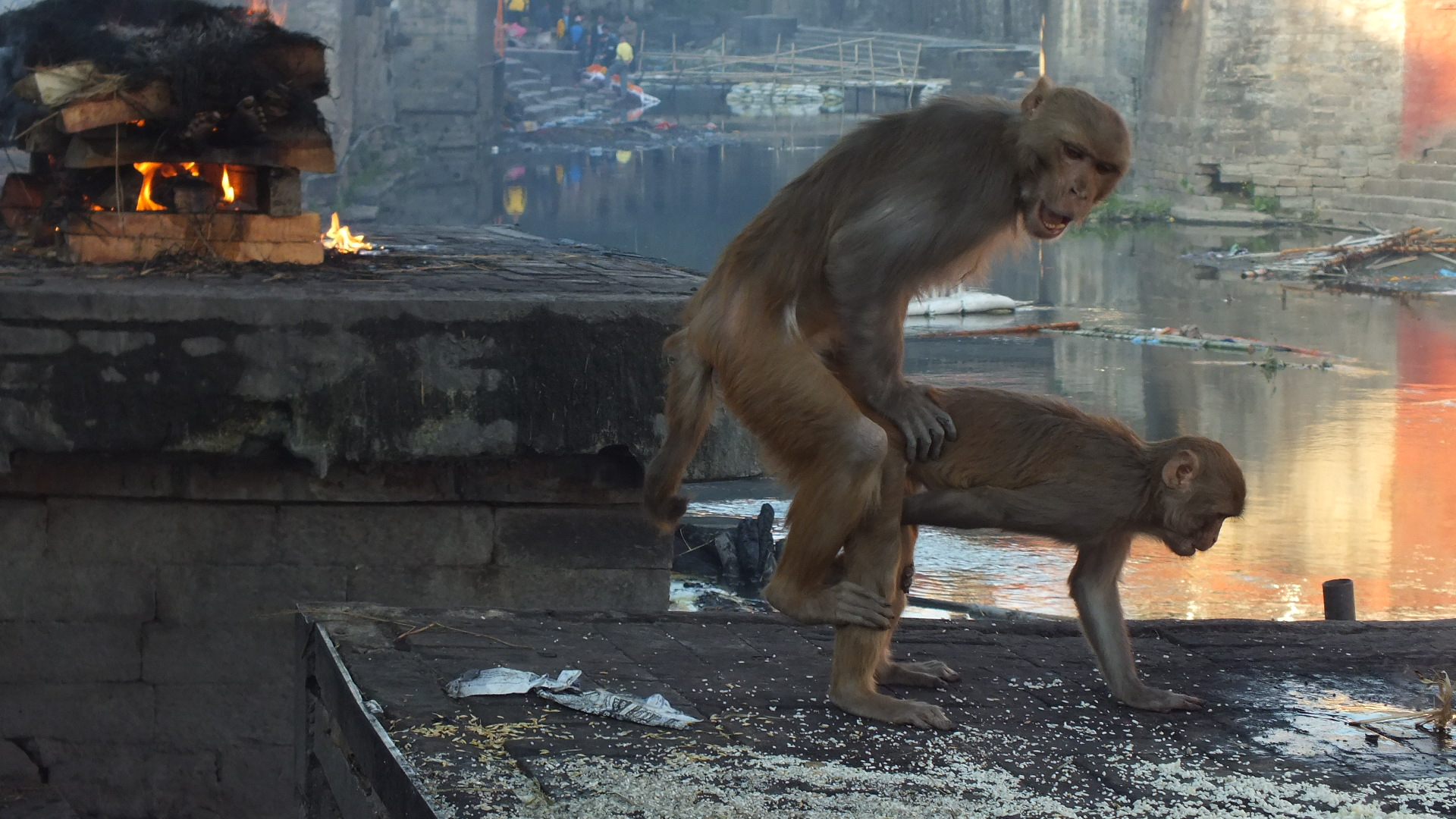
サル
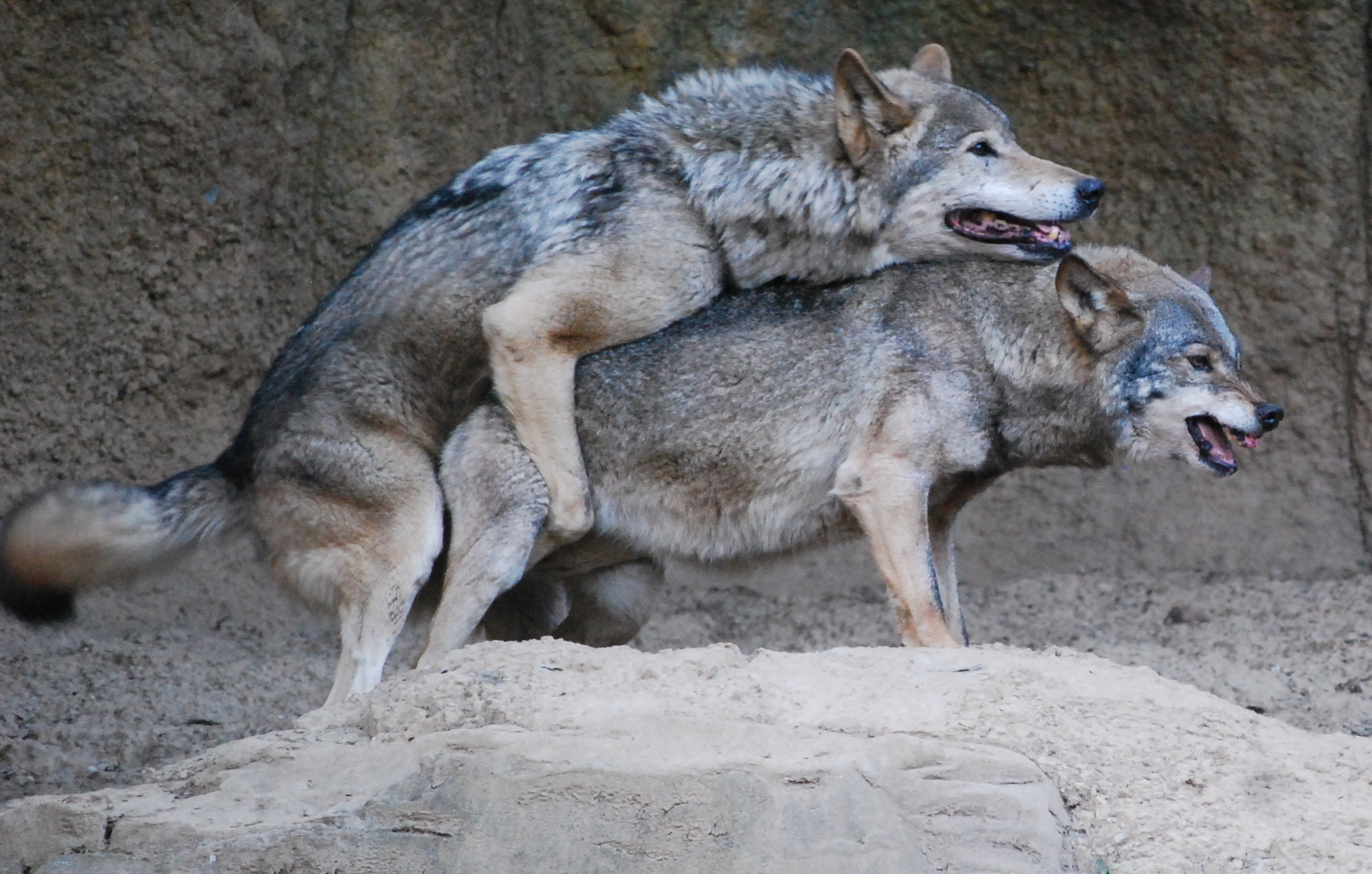
オオカミ
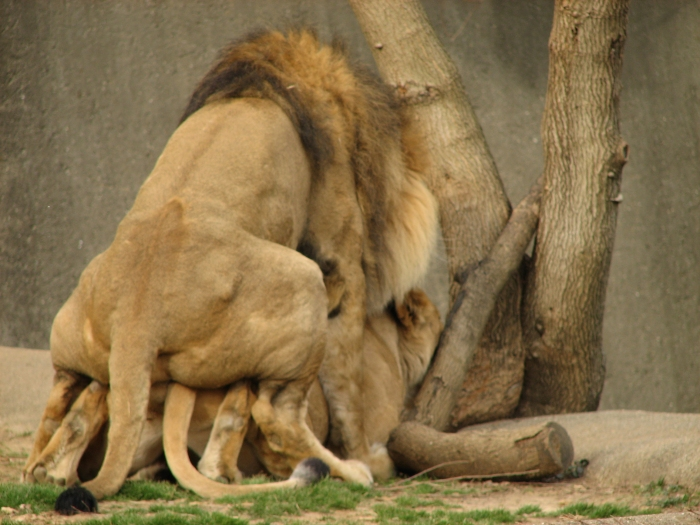
ライオン
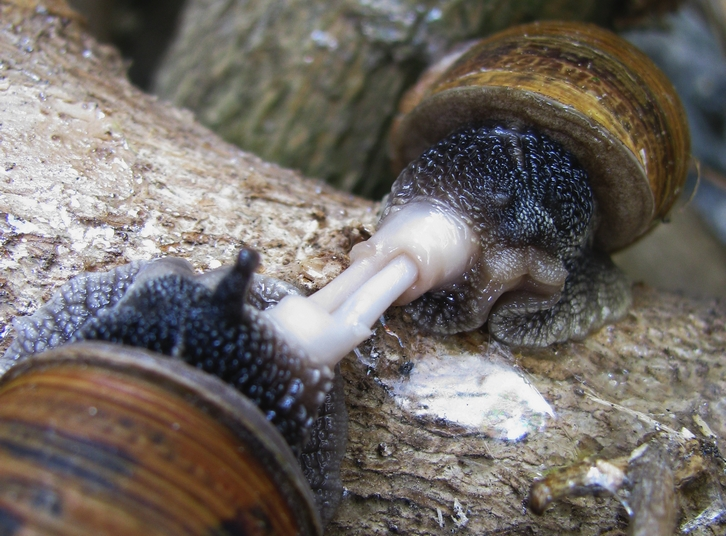
カタツムリ
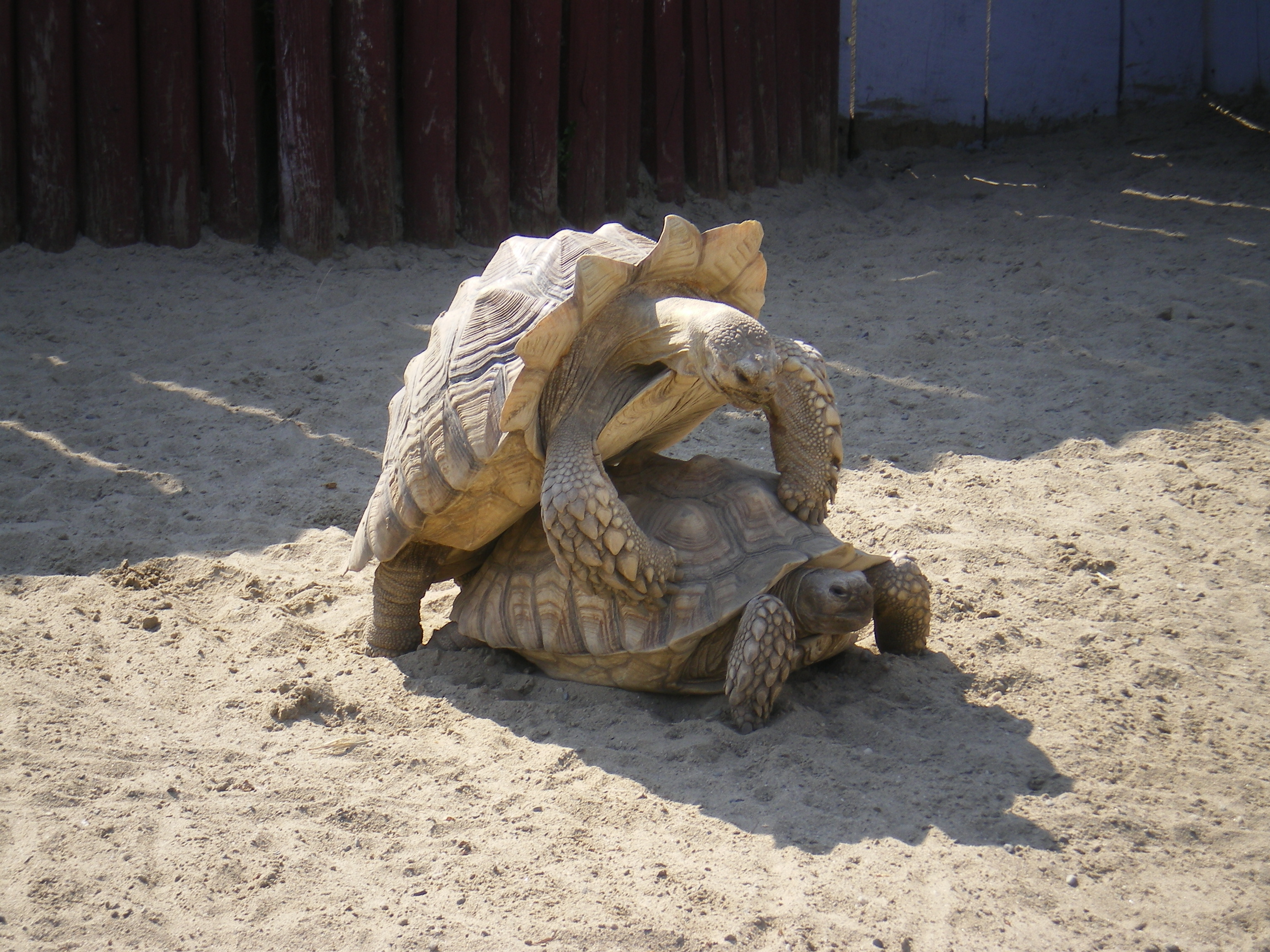
ケヅメリクガメ
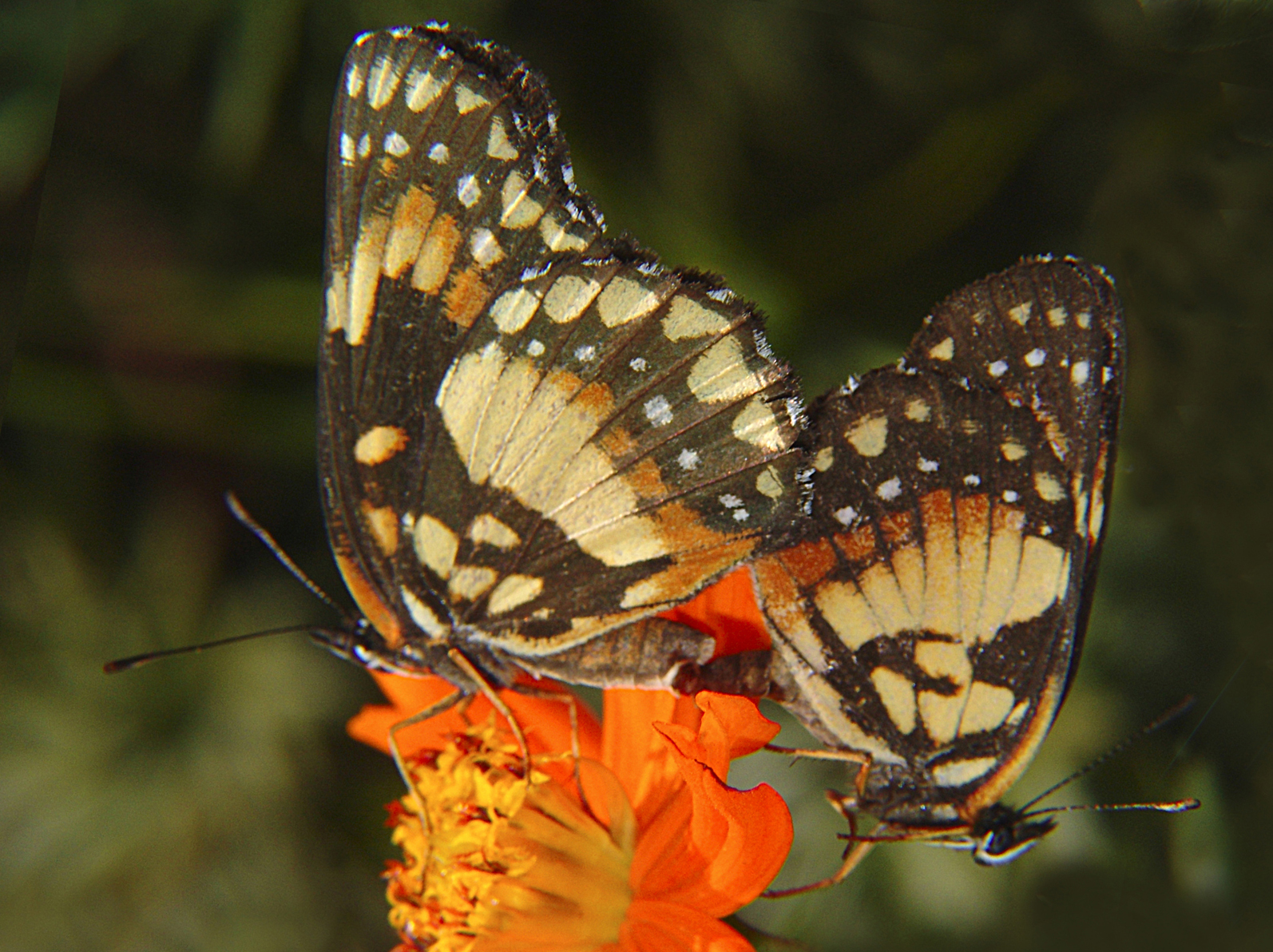
チョウ
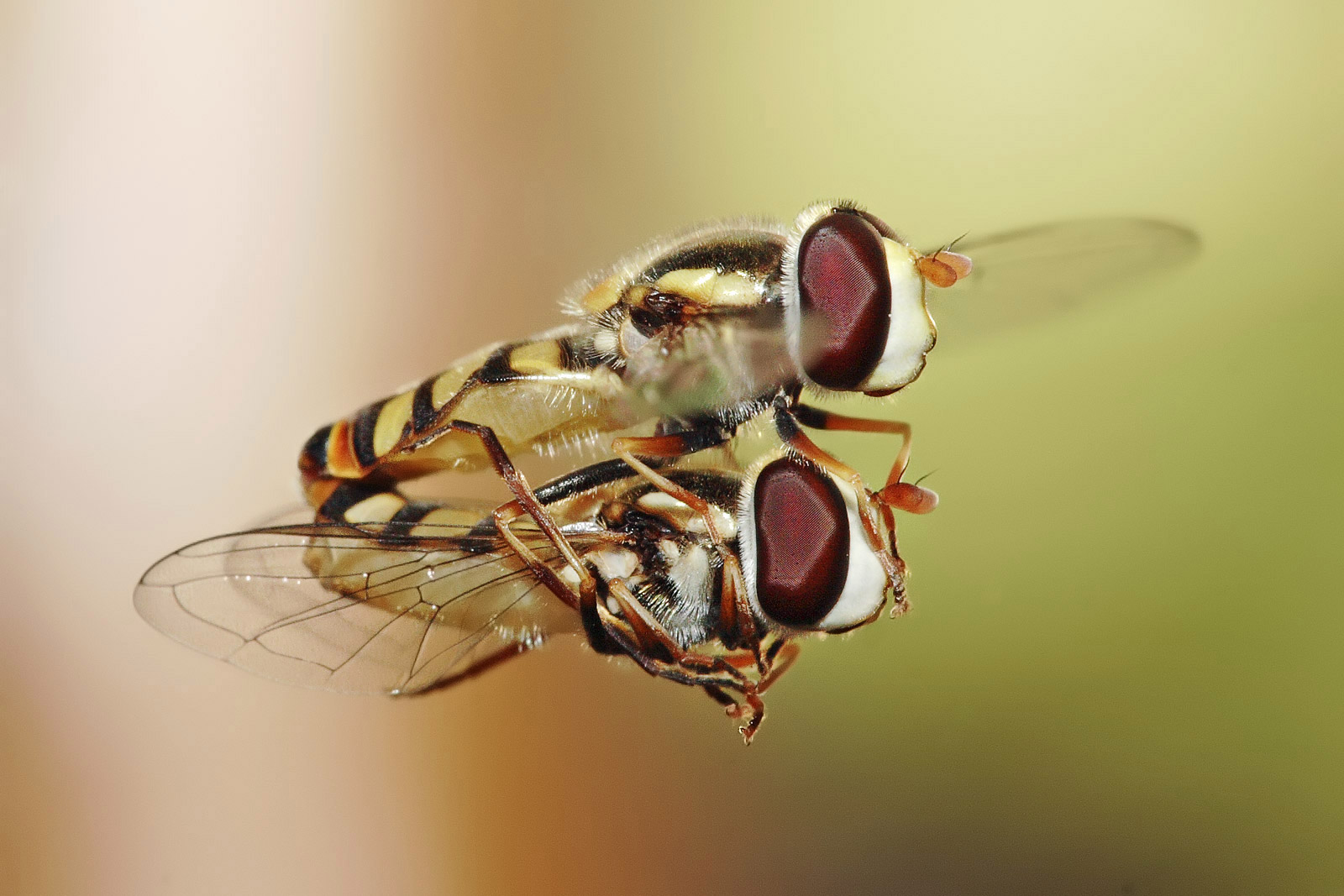
ハナアブ科ヒラタアブ亜科の一種（飛行中） Simosyrphus grandicornis
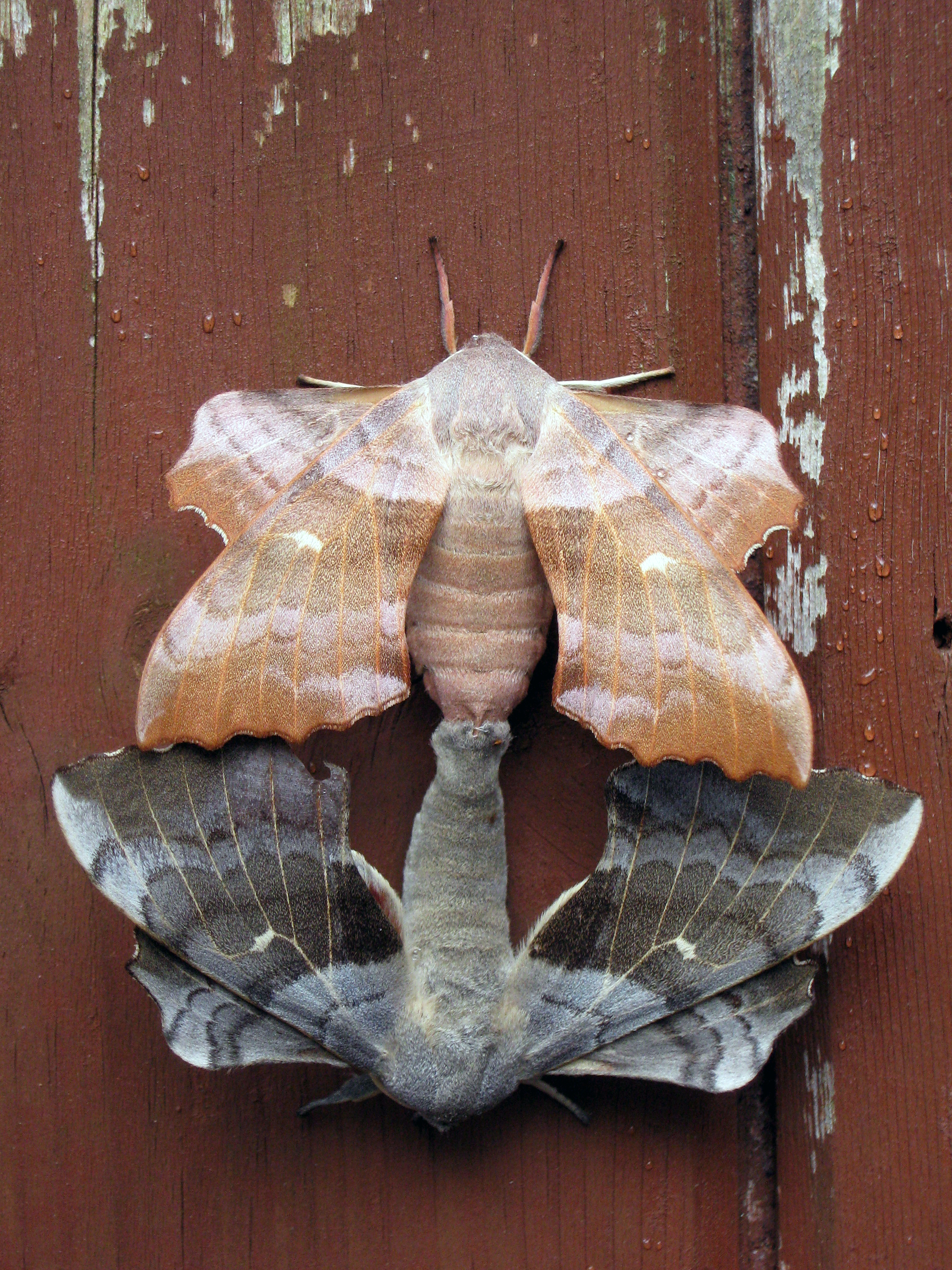
ガ
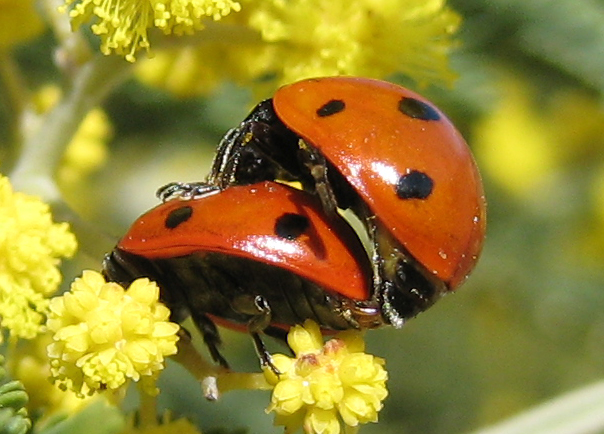
テントウムシ
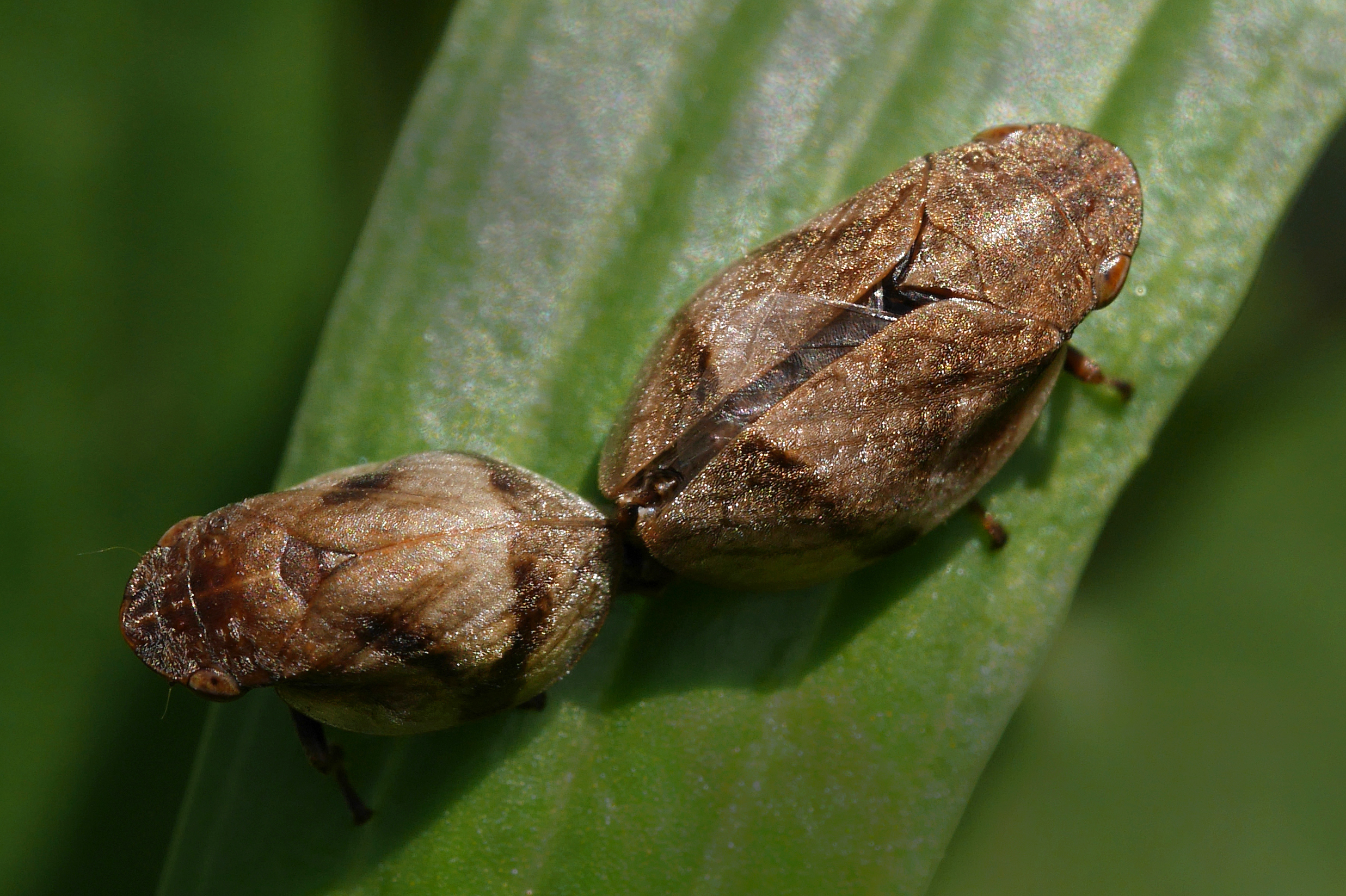
アワフキムシの一種 Aphrophora alni